# Surprise Sisters

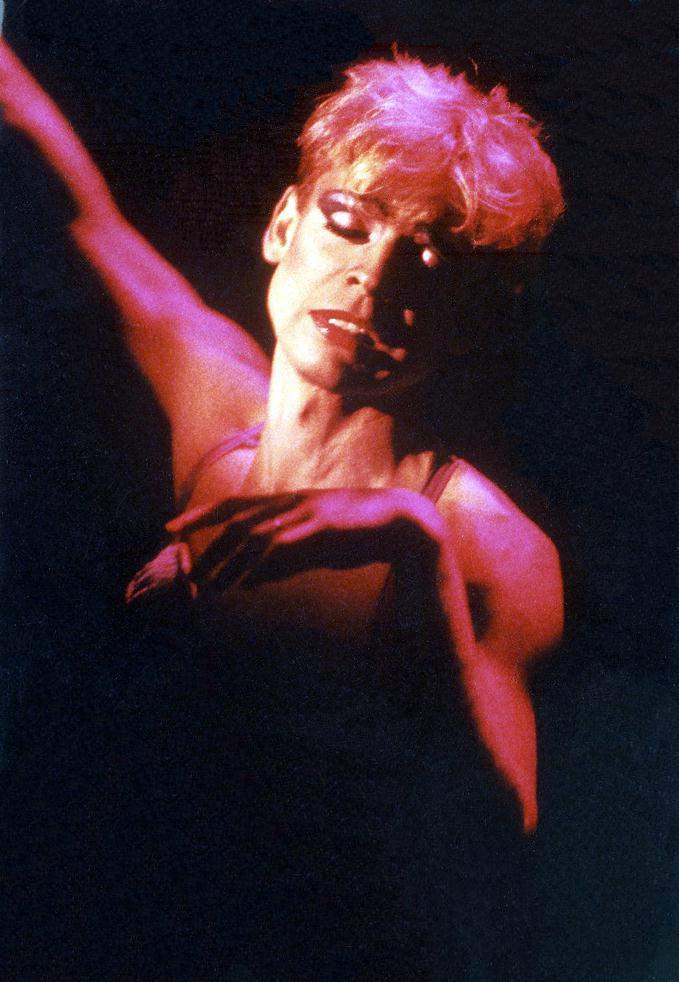
Roger Jönsson framträder hösten 1981

Surprise Sisters var en dragshowgrupp, bildad i Gävle 1979 av Lars-Åke Wilhelmsson, Hans Marklund och Kenny Lexén.
Gruppen höll till på scener i Gävle under det första året, men fick tillfälle att ersätta After Dark (på klubben med samma namn) i Stockholm under några gästspel, vilket resulterade i ett permanent kontrakt när After Dark flyttade sin show till Hamburger Börs. Själva klubben bytte då namn till A.D.. Senare flyttade Surprise Sisters till Hasselbacken, där de utökade och utvecklade sin show. Roger Jönsson var då med i gruppen 1981–1984.
Senare halvan av 1980-talet tillbringade Surprise Sisters till stora delar utomlands. De underhöll i grekiska övärlden, i Schweiz, Spanien och i Japan. 
Surprise Sisters dragshower byggde mycket på fräckhet, koreografi och humor, till skillnad från After Dark, som mest byggde på mim till redan förinspelat material. De vann kritikernas hjärtan, och en show blev i en recension utsedd till Århundradets show.[källa behövs]